# روز خوب (برنامه تلویزیونی)
روز خوب (انگلیسی: Good Day؛‏ کره‌ای: 굿데이) ورایتی شوی محصول کره جنوبی به میزبانی جی دراگون، لیدر گروه بیگ بنگ است. این برنامه از ۱۶ فوریه ۲۰۲۵ از ام‌بی‌سی و به‌طور همزمان از پلتفرم‌های اوتی‌تی دیزنی پلاس و آی‌چی‌یی در مناطق منتخب پخش شد.

## مرور کلی
روز خوب یک پروژه موسیقی است که در آن جی دراگون، «نماد یک دوران»، به عنوان تهیه‌کننده موسیقی فعالیت می‌کند. او با چهره‌های مشهور از زمینه‌های مختلف همکاری می‌کند تا یک آهنگ یادبود برای سال بسازد. این برنامه به فرایند خلاقانه ساخت آهنگ می‌پردازد و تغییر داستان‌های شخصی به موسیقی را به تصویر می‌کشد. سود حاصل از این آهنگ به سازمان‌های خیریه اهدا خواهد شد. علاوه بر این، این پروژه داستان‌هایی از زندگی روزمره جی دراگون و تعاملات او با افراد مختلف از حوزه‌های گوناگون را نمایش می‌دهد.

## بازیگران
- جی دراگون
- جونگ هیونگ دون
- دفکون
- جو سه هو
- کد کونست